# Hans Stormoen
Hans Stormoen, född 29 maj 1906 i Bergen, död 4 april 1979, var en norsk skådespelare, regissör och översättare.

## Biografi
Stormoen växte upp i Bergen och tog examen artium där 1925. Därefter följde arkitektstudier vid Norges tekniske høgskole i Trondheim. Han avbröt studierna och började arbeta som reklamteknare, följt av designstudier som han också avbröt. Därefter tog skådespelarintressert överhand.
Den 7 juni 1934 debuterade han i en lokal revy på Den Nationale Scene i Bergen i regi av Arne Svendsen. Efter de följande rollerna som skeppare Sørensen i Vilhelm Krags Baldevins bröllop och i farsen Halsbåndet erbjöds han fortsatt engagemang vid teatern. Han fick sitt genombrott 1935 som Vingrisen i Nordahl Griegs Vår ære og vår makt. Därefter blev han fast anställd vid teatern. Han gjorde sig bemärkt i flera av Nordahl Griegs pjäser, men spelade också i klassiska roller som Begriffenfeldt i Peer Gynt och Oldfux i Den stundesløse.
Under våren 1941 blev Stormoen i samband med en skådespelarstrejk arresterad av Nasjonal Samling-myndigheterna. Efter frigivningen anslöt han sig till de norska styrkorna i Storbritannien, där han fick kaptensgrad och arbetade vid repatrieringskontoret.
Efter kriget följde tre år vid Trøndelag Teater. I november 1945 regisserade han Nordahl Griegs Nederlaget och spelade också rollen som Courbet. År 1947 översatte han en dramatisering av Fjodor Dostojevskijs Raskolnikov. År 1949 återvände han kort till Den Nationale Scene där han på nytt regisserade Nederlaget och spelade Courbet med stor framgång.
Från 1949 verkade han vid det nyöppnade Riksteatret. Där startade han traditionen med skådespelarledda uppläsningar av norsk litteratur för att på så sätt öka intresset för teater. Han regisserade flera pjäser, bland annat Robert Ardreys Stormberget 1950. Han verkade senare vid Det norske teatret och på nytt vid Trøndelag Teater.
Vid sidan av teatern verkade han som film- och TV-skådespelare. Han debuterade 1946 i Olav Dalgards Om kjærligheten synger de. Han gjorde ett 25-tal roller fram till 1975.

## Familj
Hans Stormoen var son till bonden Marius Stormoen (född 1845) och Synnøve Henriksen. Han var gift första gången med skådespelaren Regine Stenersen (äktenskapet upplöst) och andra gången 1943–1950 med skådespelaren Lill Egede-Nissen (äktenskapet upplöst). Han var halvbror till Harald Stormoen (1872–1937) och farbror till Kjell Stormoen (1921–).

## Filmografi (urval)
- 1946 – Om kjærligheten synger de
- 1951 – Ukjent mann
- 1963 – Vildanden
- 1965 – Hurra för Anderssons
- 1966 – Broder Gabrielsen
- 1967 – Liv
- 1969 – Klabautermannen
- 1975 – Benoni & Rosa (TV-serie)